# Peerd

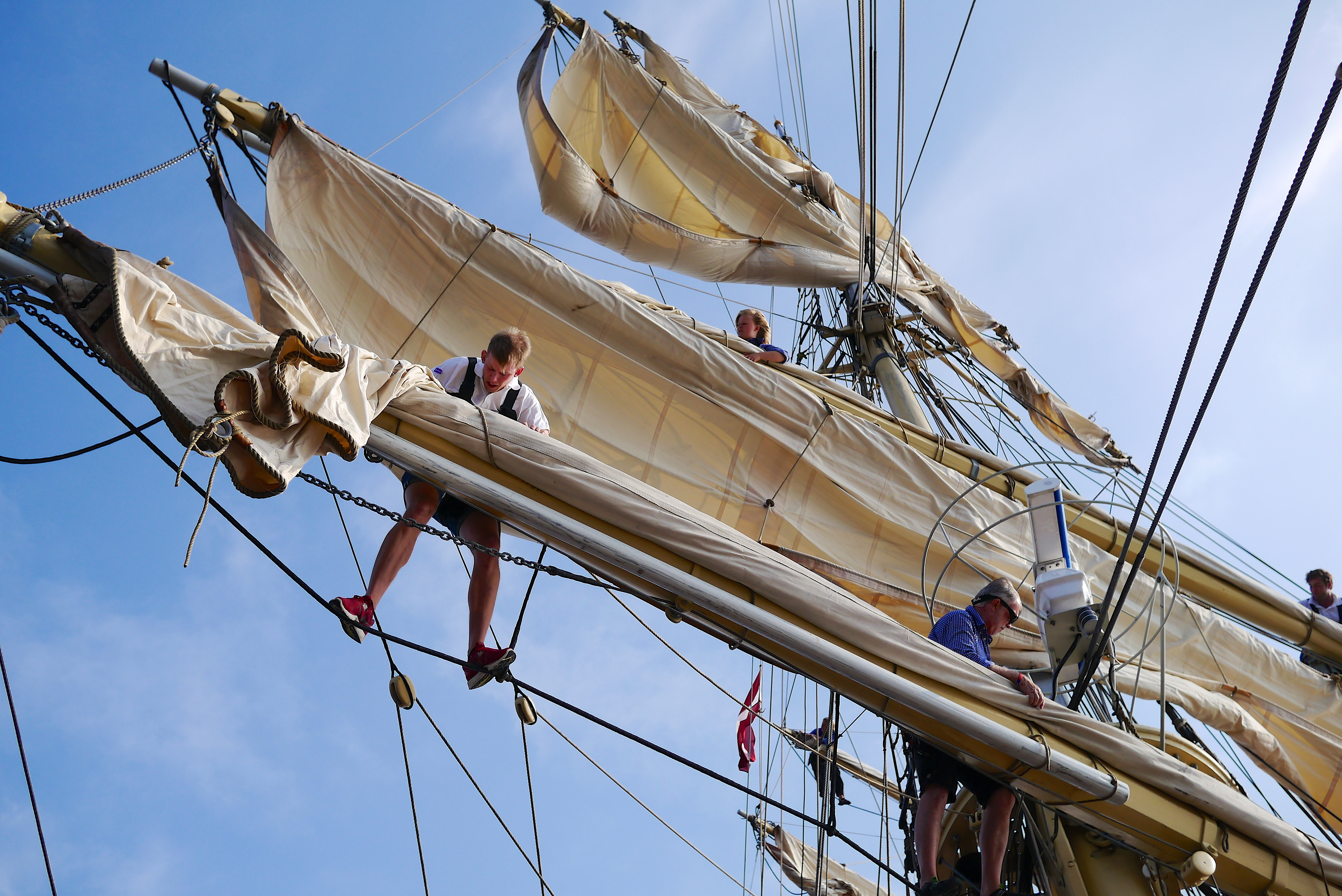
Arbeit an den Rahen, d. h. auf den Fußpferden, der Tre Kronor af Stockholm

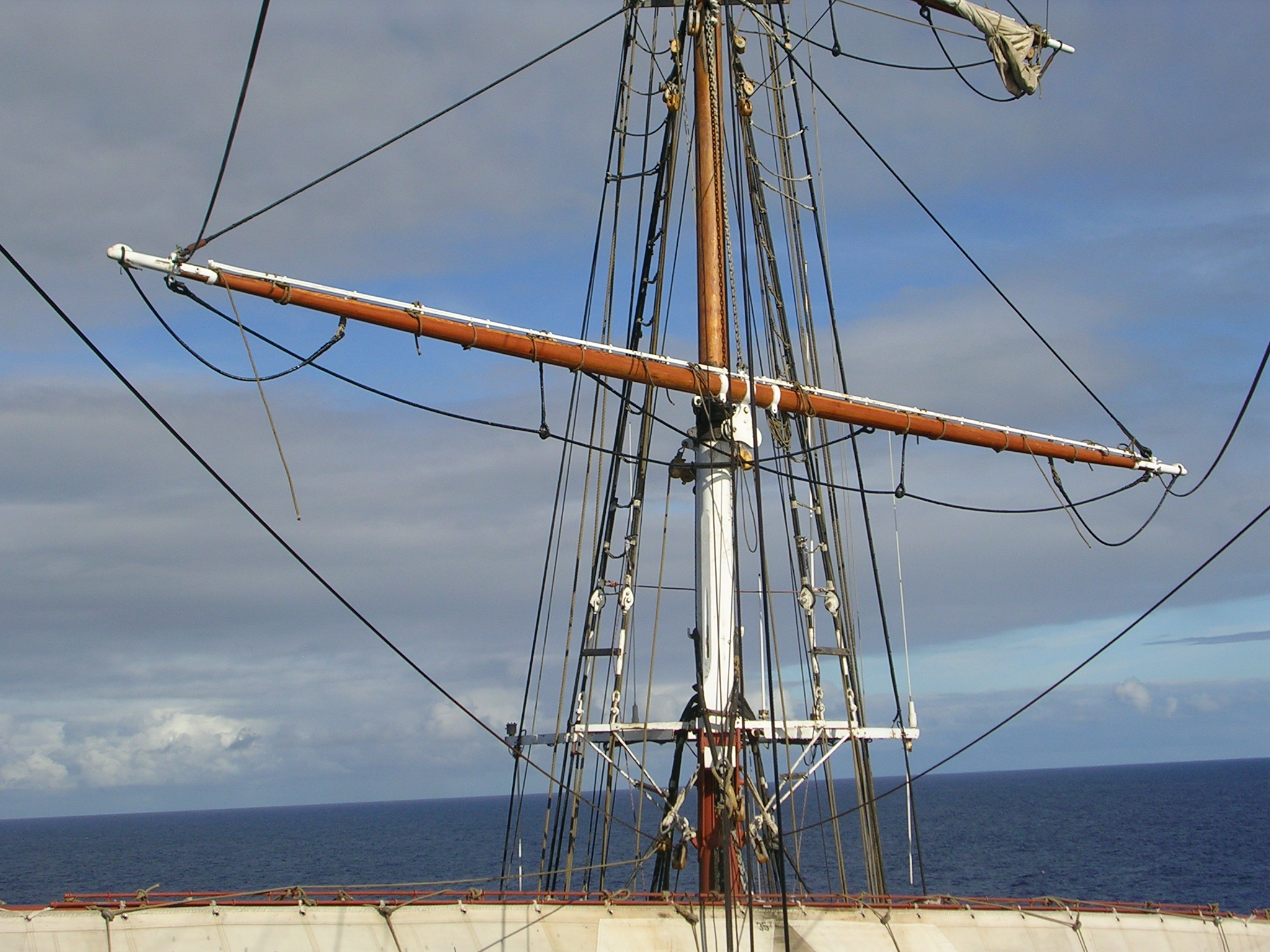
Nock-, Fuß- und Springpeerde (Stavros S Niarchos)

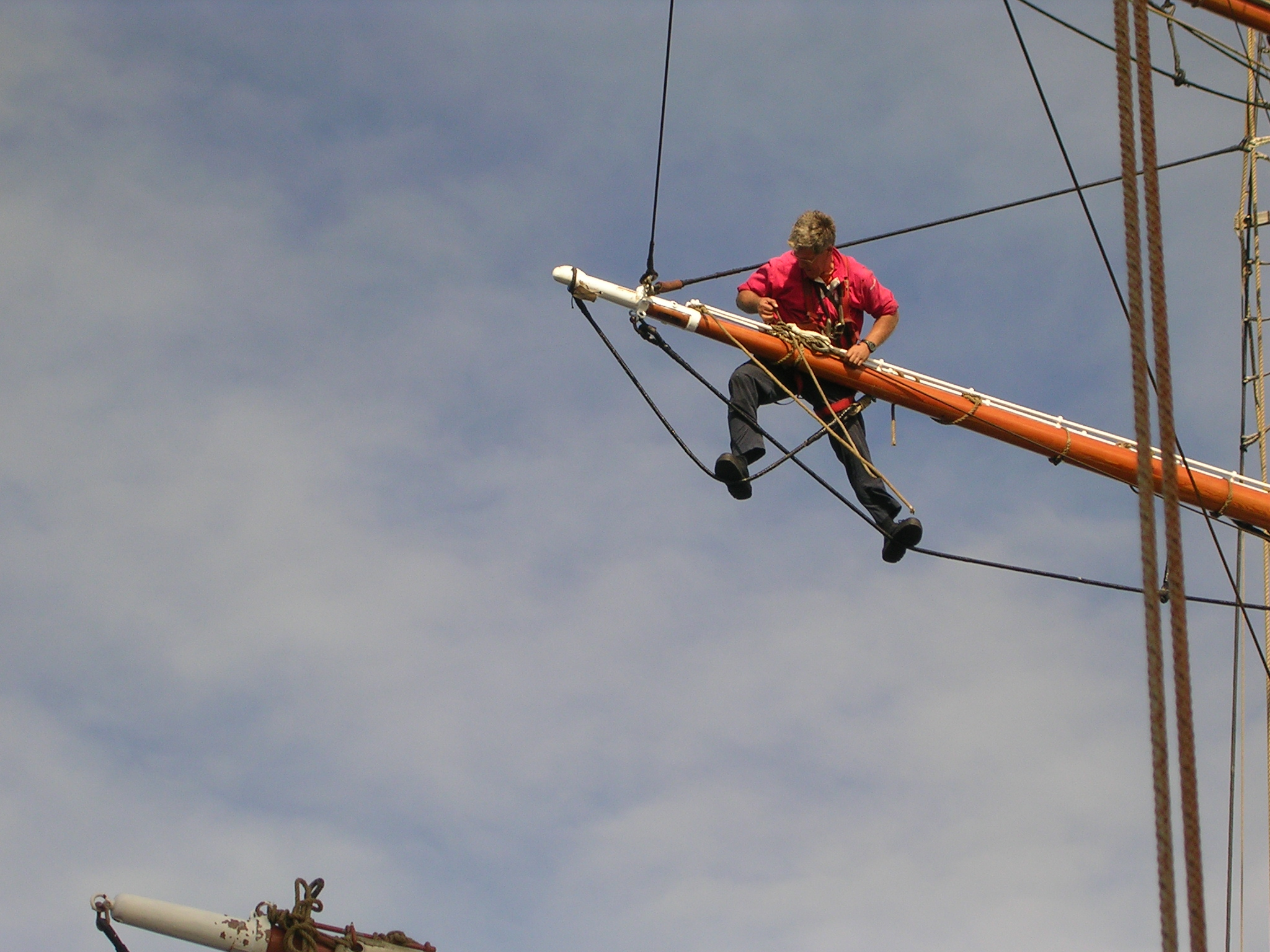
Der Segler steht mit seinem rechten Bein auf dem Nockpeerd, mit dem linken auf dem Fußpeerd (Stavros S Niarchos)

Ein Peerd oder Pferd ist ein Tau, das unter den Rahen befestigt ist und die Arbeiten an der Rah ermöglicht.
Das Fußpeerd (Fußpferd) verläuft grob parallel zur Rah; darauf stehen die Seeleute, die an der Rah arbeiten. Das Springpeerd (Springpferd) ist ein vertikal gespanntes kurzes Tau, das an der Rah befestigt ist und das Fußpeerd hält; dadurch bleibt der Abstand zwischen Fußpeerd und Rah über die ganze Rahlänge mehr oder weniger konstant.
An der Nock (Rahende) verläuft ein kurzes zusätzliches Fußpeerd, das Nockpeerd (Nockpferd).
Bei schwerem Wetter konnten zusätzlich auch Rückenpeerde (Rückenpferde) gespannt werden.
Das Peerd (Pferd), auch Hengst genannt, ist erst im Laufe des 17. Jahrhunderts aufgekommen, allerdings nicht gleich an allen Rahen gleichzeitig. Es wurde 1642 in englischen Beschreibungen erstmals erwähnt. Wie genau die Entwicklung verlief, ist bisher unbekannt und widersprüchlich.
Weiterhin gibt es das Handpeerd (Handpferd), das an der Rah befestigt ist und eine kurze Schlaufe darstellt, durch die der Seemann beim Arbeiten an Rah und Segel den Arm durchstecken kann.